# Castelnau-de-Médoc
Castelnau-de-Médoc je francouzská obec v departementu Gironde v regionu Akvitánie. V roce 2009 zde žilo 3 748 obyvatel. Je centrem kantonu Castelnau-de-Médoc.